# Studentov t-test
t-Test je svaki statistički test hipoteze u kome testna statistika sledi Studentovu t-distribuciju pod nultim hipotezama. t-Test se obično primenjuje kad testna statistika sledi normalnu distribuciju, ako je vrednost skalirajućeg člana u statistici testa poznata. Kada je skalirajući član nepoznat i zamenjuje ga procena na osnovu podataka, statistika testa (pod određenim uslovima) sledi studentovu t-distribuciju. Ovaj test se na primer može koristiti da se utvrdi da li se srednje vrednosti dve grupe podataka značajno razlikuju jedna od druge.

## Istorija
Vilijam Sili Goset je uveo t-statistiku 1908. godine, dok je kao hemičar radio za Ginisovu pivaru u Dablinu, Irska. „Student” je bio njegov književni pseudonim.
Goset je bio zaposlen zahvaljujući politici Kloda Ginisa da regrutuje najbolje diplomirane studente iz Oksforda i Kembridža da bi primenjivali biohemiju i statistiku na Ginisove industrijske procese. Goset je osmislio t-test kao ekonomičan način praćenja kvaliteta stauta. Rad o t-testu je bio podnet i prihvaćen u časopisu Biometrika i objavljen je 1908. godine. Politika kompanije Ginis zabranjivala je njenim hemičarima da objavljuju svoja otkrića, pa je Goset objavio svoj statistički rad pod pseudonimom „Student”.
Ginis je imao politiku dopuštanja tehničkom osoblju da odlazi na studije (tzv. „studijsko odsustvo”), koju je Goset koristio tokom prva dva semestra akademske godine 1906–1907 u Biometrijskoj laboratoriji profesora Karla Pirsona na Univerzitetskom koledžu u Londonu. Gosetov identitet tada je bio poznat njegovim kolegama statističarima i glavnom uredniku Karlu Pirsonu.

## Upotrebe
Neki od najčešće korištenih t-testova su:
- Lokacioni test jednog uzorka da li srednja vrednost populacije ima vrednost navedenu nultom hipotezom.
- Lokacioni test dva uzorka sa nultom hipotezom prema kojoj su srednje vrednosti dve populacije jednake. Svi takvi testovi se obično nazivaju Studentovim t-testovima, mada bi strogo govoreći to ime trebalo da se upotrebljava samo kad su varijanse dve populacije jednake; oblik testa koji se koristi kada se ta pretpostavka odbaci ponekad se naziva i Velčov t-test. Ovi testovi se često nazivaju t-testovima „neuparenih” ili „nezavisnih uzoraka”, jer se tipično primenjuju kada se statističke jedinice dva ishodišna uzorka koji se upoređuju ne preklapaju.[9]

## Pretpostavke
Većina testnih statistika ima formu t = Z/s, gde su Z i s funkcije podataka. Z može da bude senzitivno na alternativnu hipotezu (tj. njegova magnituda ima tendenciju da bude veća kada je alternativna hipoteza tačna), dok je s parametar skaliranja koji omogućava da se utvrdi distribucija od t. Na primer, u t-testu sa jednim uzorkom
{\displaystyle t={\frac {Z}{s}}={\frac {{\bar {X}}-\mu }{{\widehat {\sigma }}/{\sqrt {n}}}}}
gde je X srednja vrednost uzorka X1, X2, …, Xn, veličine n, s je standardna greška srednje vrednosti, {\textstyle {\widehat {\sigma }}} je procena standardne devijacije populacije, i μ je srednja vrednost populacije.
Pretpostavke na kojima se temelji t-test u njegovom najjednostavnijem obliku su 
- X sledi normalnu distribuciju sa srednjom vrednosti μ i varijansom σ2/n
- s2 sledi χ2 distribuciju sa n − 1 stepeni slobode. Ova pretpostavka je ispunjena kada opservacije korištene za procenu s2 potiču iz normalne distribucije (i nezavisnih i identično distribuiranih randomnih promenljivih za svaku grupu).
- Z i s su nezavisni.

U t-testu kojim se porede srednje vrednosti dve nezavisne promenljive, sledeće pretpostavke trebaju da budu zadovoljene:
- Srednja vrednost dve upoređene populacije treba da sledi normalnu distribuciju. Pod slabim pretpostavkama u velikim uzorcima, ovo proizilazi iz centralne granične teoreme.[10]
- Ako se koristi Studentova originalna definicija t-testa, dve populacije koje se upoređuju treba da imaju istu varijansu (na njih su primenljivi i F-test, Leveneov test, Bartletov test ili Braun-Forsajtov test, ili se grafički mogu procenjivati korišćenjem Q–Q grafa). Ako su veličine dve grupe uzoraka koje se upoređuju jednake, Studentov originalni t-test je visoko robustan u pogledu nejednakih varijansi.[11] Velčov t-test je neosetljiv na jednakost varijansi bez obzira da li su veličine uzorka slične.
- Podaci korišteni za obavljanje testa treba da budu uzorkovani nezavisno od dve populacije koja se upoređuju. To se generalno ne može ispitati iz podataka, ali ako je poznato da podaci zavise od uzorkovanja (to jest, ako su uzorkovani u klasterima), tada klasični t-testovi koji se ovde razmatraju mogu da daju pogrešne rezultate.

Većina t-testova sa dva uzorka je robusna za sve slučajeve, izuzev velikih odstupanja od pretpostavki.
Radi tačnosti, t-test i Z-test zahtevaju normalnost srednjih vrednosti uzorka, a t-test dodatno zahteva da varijansa uzorka sledi skaliranu χ2 raspodelu, i da srednje vrednosti i varijance uzoraka budu statistički nezavisne. Normalnost pojedinačnih vrednosti podataka nije neophodna, ako su ovi uslovi zadovoljeni. Prema centralnoj graničnoj teoremi, srednje vrednosti umereno velikih uzoraka su obično dobra aproksimacija normalne distribucije, čak i ako podaci nisu normalno distribuirani. Za takve podatke, distribucija varijanse uzorka može značajno da odstupa od χ2 distribucije. Međutim, ako je veličina uzorka velika, iz teoreme Sluckog sledi da raspodela varijanse uzorka ima malo uticaja na distribuciju testne statistike.

## Literatura
- O'Mahony, Michael (1986). Sensory Evaluation of Food: Statistical Methods and Procedures. CRC Press. стр. 487. ISBN 0-82477337-3.
- Press, William H.; Teukolsky, Saul A.; Vetterling, William T.; Flannery, Brian P. (1992). Numerical Recipes in C: The Art of Scientific Computing. Cambridge University Press. стр. 616. ISBN 0-521-43108-5.
- Boneau, C. Alan (1960). „The effects of violations of assumptions underlying the t test”. Psychological Bulletin. 57 (1): 49—64. doi:10.1037/h0041412.
- Edgell, Stephen E.; Noon, Sheila M. (1984). „Effect of violation of normality on the t test of the correlation coefficient”. Psychological Bulletin. 95 (3): 576—583. doi:10.1037/0033-2909.95.3.576.
- Senn, S.; Richardson, W. (1994). „The first t-test”. Statistics in Medicine. 13 (8): 785—803. PMID 8047737. doi:10.1002/sim.4780130802.
- Hogg RV, Craig AT (1978). Introduction to Mathematical Statistics (4th изд.). New York: Macmillan. ASIN B010WFO0SA.
- Venables, W. N.; Ripley, B. D. (2002). Modern Applied Statistics with S (Fourth изд.). Springer.
- Gelman, Andrew; John B. Carlin; Hal S. Stern; Donald B. Rubin (2003). Bayesian Data Analysis (Second Edition). CRC/Chapman & Hall. ISBN 1-58488-388-X.
- Mortimer RG (2005). Mathematics for physical chemistry (3rd изд.). Burlington, MA: Elsevier. стр. 326. ISBN 9780080492889. OCLC 156200058.
- Fisher RA (1925). „Applications of "Student's" distribution” (PDF). Metron. 5: 90—104. Архивирано из оригинала (PDF) 5. 3. 2016. г.
- Walpole RE, Myers R, Myers S,  . (2006). Probability & Statistics for Engineers & Scientists (7th изд.). New Delhi: Pearson. стр. 237. ISBN 9788177584042. OCLC 818811849.
- Kruschke JK (2015). Doing Bayesian Data Analysis (2nd изд.). Academic Press. ISBN 9780124058880. OCLC 959632184.
- Johnson NL, Kotz S, Balakrishnan N (1995). „Chapter 28”. Continuous Univariate Distributions. 2 (2nd изд.). Wiley. ISBN 9780471584940.
- Casella G, Berger RL (1990). Statistical Inference. Duxbury Resource Center. стр. 56. ISBN 9780534119584.
- Jackman, S. (2009). Bayesian Analysis for the Social Sciences. Wiley. стр. 507. ISBN 9780470011546. doi:10.1002/9780470686621.
- Bishop, C.M. (2006). Pattern Recognition and Machine Learning. New York, NY: Springer. ISBN 9780387310732.
- Ord JK (1972). Families of Frequency Distributions. London: Griffin. ISBN 9780852641378.
- Lange KL, Little RJ, Taylor JM (1989). „Robust Statistical Modeling Using the t Distribution” (PDF). J. Am. Stat. Assoc. 84 (408): 881—896. JSTOR 2290063. doi:10.1080/01621459.1989.10478852.
- Gelman AB, Carlin JB, Stern HS,  . (2014). „Computationally eﬃcient Markov chain simulation”. Bayesian Data Analysis. Boca Raton, FL: CRC Press. стр. 293. ISBN 9781439898208.[мртва веза]

## Spoljašnje veze
- Hazewinkel Michiel, ур. (2001). „Student test”. Encyclopaedia of Mathematics. Springer.  978-1556080104.
- Econometrics lecture (topic: hypothesis testing) на веб-сајту  by Mark Thoma
- Hazewinkel Michiel, ур. (2001). „Student distribution”. Encyclopaedia of Mathematics. Springer.  978-1556080104.
- Rouaud, M. (2013), Probability, Statistics and Estimation (PDF) (short изд.)